# 石川杜家祠堂
石川杜家祠堂位於四川省廣元市旺蒼縣，文物遺址年代判定為清。2012年7月16日公佈為第八批四川省文物保護單位。
杜家祠堂位於四川省廣元市旺蒼縣化龍鄉石川村1社，座西南向東北，建於清光緒三十二年（1906），占地面積約1000平方公尺，建築面積約750平方公尺。由前廳，正廳，西北、東南廂房組成。前廳：穿斗疊梁式綜合梁架，重簷歇山式屋頂，小青瓦屋面；素台基，寬18.7公尺，高0.5公尺，面闊3間17.7公尺，進深10.9公尺，高7.82公尺，門洞西南側為戲樓。正廳：穿斗疊梁式綜合梁架，單簷歇山式屋頂，小青瓦屋面；素台基，寬18.7公尺，高0.7公尺，面闊5間17.7公尺，進深10公尺，高8.8公尺。西北、東南廂房：穿斗梁架，單簷懸山式屋頂，小青瓦屋面；素面台基，寬10.65公尺，高0.35公尺，面闊3間10.65公尺，進深4公尺，高5.2公尺。正廳明間置神祖碑，基座寬4.32公尺，高0.65公尺，厚0.6公尺，碑高4公尺。正廳稍間、東南側廂房後牆上繪有龍、人物、動物、詩文等圖案。天井正中置衙道，長4公尺，寬2公尺高0.45公尺。2002年，石川杜家祠堂被廣元市人民政府公佈為市級文物保護單位。